# Falintil
Falintil (eller FALINTIL) är den militära delen av det östtimorianska politiska partiet Fretilin. De stred aktivt för ett självständigt Östtimor, mot både Portugal och Indonesien under åren 1974-2002, då Östtimor blev erkänt av Indonesien.